# Ervino Pocar
Ervino Pocar (geboren 4. April 1892 in Piran, Istrien, Österreich-Ungarn; gestorben 17. August 1981 in Mailand) war ein italienischer Literaturwissenschaftler, Germanist und Übersetzer.     

## Leben
Ervino Pocar stammte aus einer bäuerlichen Familie. Einer der Brüder war der futuristische Maler Sofronio Pocarini. Die Familie zog nach Görz, wo er das Gymnasium besuchte. Ab 1912 studierte er Philologie an der Universität Wien. Während des Ersten Weltkriegs wurde er als Soldat der k.u.k. Armee eingezogen. Das Studium schloss er 1917 ab und arbeitete nach dem Krieg in Italien als freier Übersetzer aus dem Deutschen. Er heiratete Cesi De Rosa. 1934 wurde er im Verlagshaus Arnoldo Mondadori in Mailand als Verlagslektor und Übersetzer eingestellt und bestimmte dort das deutsche Programm. 
Pocar übersetzte circa 240 deutsche Werke ins Italienische, Lyrik, Prosa und Theaterstücke, Philosophie und wissenschaftliche Abhandlungen. Unter der Belletristik waren Autoren wie Hans Christian Andersen, Theodor Fontane, Goethe, Franz Grillparzer, E. T. A. Hoffmann, Henrik Ibsen, Gottfried Keller,  Heinrich von Kleist, Novalis  und aus dem 20. Jahrhundert Heinrich Böll, Ernst Cassirer, Lion Feuchtwanger, Hugo von Hofmannsthal, Knut Hamsun, Franz Kafka, Erich Maria Remarque, Frank Wedekind und viele andere. Von Robert Walser übersetzte er L'assistente, von Joseph Roth  den k.u.k.-Roman Il peso falso, von Thomas Mann I Buddenbrook: decadenza di una famiglia und den Doctor Faustus und von Hermann Hesse den Il lupo della steppa und Il giuoco delle perle di vetro.
Unter den philosophischen Werken waren Arthur Schopenhauers Aforismi sulla saggezza del vivere, unter den geographischen die Landesaufnahmen im Österreichischen Küstenland von Carl von Czoernig. Pocar übertrug auch Werke aus dritten Sprachen ins Italienische, indem er deren deutsche Übersetzungen zur Grundlage nahm, so Henrik Ibsens Casa di bambola. 
Pocar erhielt 1956 die Goethe-Medaille in Silber vom Goethe-Institut München. 1970 wurde er von der International Federation of Translators für sein Lebenswerk ausgezeichnet und 1977 mit einem Ehrendoktor der Universität Triest. Er war in der „Associazione italiana traduttori e interpreti“ aktiv und wurde ihr Ehrenpräsident.

## Schriften (Auswahl)
- (Hrsg.): Letture tedesche. Mailand : Mondadori, 1956
- (Hrsg.): Poesia tedesca. Mailand : Mondadori, 1964